# 愛知淑徳大学人間情報学部
愛知淑徳大学人間情報学部（あいちしゅくとくだいがくにんげんじょうほうがくぶ、Faculty of Human Informatics）は、愛知淑徳大学に設置されている人間科学のうち人間情報学関連の情報学部。
なお、関連する大学院は文化創造研究科文化創造専攻に図書館情報学専修、情報デザイン・システム専修が設置されており、合わせて紹介する。

## 沿革
- 1975年（昭和50年）長久手市に愛知淑徳大学開学。文学部設置。
- 1985年（昭和60年）愛知淑徳大学文学部に図書館情報学科設置。
- 1989年（平成元年）大学院文学研究科修士課程に図書館情報学専攻設置
- 1991年（平成3年）大学院文学研究科博士課程設置。
- 2004年（平成16年）大学院文化創造研究科修士課程を開設。創造表現専攻・国際交流専攻の2専攻からなる。
- 2008年（平成20年）文学研究科博士課程を改組し、文学研究科博士課程文学専攻の1専攻に。
- 2010年（平成22年）文学部図書館情報学科などを母体に、人間情報学部を創設し、人間情報学科を設置。情報デザイン・システム専修と心理情報専修の2つの専修を設置。その後情報デザイン・システム専修を「情報デザイン」と「情報システム」の2専修にし、情報デザイン専修にユニバーサルデザインコース、クリエイティブデザインコースを、情報システム専修に図書館情報学コース、システム制作コースを開設し、心理情報専修には心理情報コースを開設している。
- 2013年（平成25年）大学院文化創造研究科に博士課程を開設。以降、文化創造研究科修士課程に情報デザイン・システム専修を創設、文学研究科修士課程を同研究科に移行。
- 2023年（令和5年）人間情報学部人間情報学科を改組し、感性工学専攻、データサイエンス専攻を設定。2専攻4コース制とする。

## 学部組織
人間情報学部
- 人間情報学科　感性工学専攻
  - 感性デザイン工学コース
  - AI・情報システムコース
- 人間情報学科　データサイエンス専攻
  - 心理科学コース
  - データ活用コース

## 大学院
文化創造研究科
- 文化創造専攻 - 図書館情報学専修、情報デザイン・システム専修ほか6専修